# Steve Fuller
Steve William Fuller (* 12. července 1959) je americký sociolog a profesor na Warvické univerzitě ve Velké Británii. Jeho hlavní oblastí výzkumu je sociální epistemologie, ale zabývá se také akademickou svobodou nebo transhumanismem.

## Životopis
Steve Fuller vystudoval střední i vysokou školu v rodném New Yorku, ve kterém v roce 1979 na Kolumbijské univerzitě promoval s vyznamenáním z historie a sociologie. Následně získal titul M.Phil. v oboru historie a filozofie vědy na Cambridgeské Clare College v roce 1981. Doktorát z téhož oboru obdržel na Pittsburské univerzitě v roce 1985. V roce 1994 byl jmenován profesorem sociologie a sociální politiky na Durhamské univerzitě. Kromě interních pozic působil také jako hostující profesor v Dánsku, Německu, Izraeli, Japonsku, Nizozemsku, Norsku a Švédsku na institucích jako Univerzita v Oslu, Univerzita v Gothenborgu (v rámci Fulbrightova stipendia) nebo i v Ruské akademii věd. Na Warvické univerzitě, do které přešel v roce 1999 a působí zde dodnes, byl jmenován do funkce Auguste Comte Chair in Social Epistemology. Členem britské Akademie sociálních věd byl jmenován v roce 2011.

## Pracovní oblast
Steve Fuller je průkopníkem ve výzkumu sociální epistemologie, která zahrnuje studium sociálních dimenzí získávání i předávání znalostí a vykládá lidské poznání jako kolektivní výdobytek. Hlavními zásluhami při popularizaci této problematiky bylo napsání první knihy a založení prvního vědeckého časopisu, kterého je stále editorem, s názvem „Social Epistemology". 
Ve sféře akademické svobody zastává názor, že akademická svoboda není zvláštním případem svobody projevu, ale je svobodou vyhrazenou akademikům, která zahrnuje právo „způsobit odůvodněné pohoršení", pokud je v rámci rozumových a důkazních možností, přiměřených akademické profesi. Zároveň také tvrdí, že souběhem narůstajícího vlivu institucí na akademické výzkumy a tendence nutící akademiky k větší veřejné odpovědnosti se ukazuje, že výzkumnící již nemají absolutní vlastnictví nad produkcí vědění ve společnosti  a bývají náchylnější na tržní tlaky, což vede k odrazování od sledování určitých směrů bádání, které pravděpodobně nebudou odměněny velkými granty nebo počtem studentů. Považuje za důležité, aby akademici mohli v diskuzích vyjadřovat jakékoliv intelektuální názory, které mohou vést k pokroku. Tvrdí také, že studenti mají stejné právo na akademickou svobodu jako ostatní akademici. 
Ve velké části svého díla zkoumá transhumanismus a vývoj podobných myšlenek v historii. Otázkám týkající se technologicky velepšného lidstva (neboli Lidstva 2.0, jak tento fenomén sám nazývá) se věnuje v mnoha knihách i dalších akademických publikacích a zastává názor, že transhumanismus nabízí lidstvu perspektivu „přetvořit lidské tělo tak, aby nám umožnilo žít déle, abychom mohli pracovat a bavit se intenzivněji".  Tvrdí, že snaha o vylepšení vychází z potřeby vytvořit určitý odstup mezi námi a ostatními zvířaty, která je společná jak pro křesťanskou teologii, tak i moderní vědu.

## Díla

### Knihy
- Social Epistemology (1988)
- The Cognitive Turn: Sociological and Psychological Perspectives on Science (1989)
- Philosophy of science and its discontents (1989)
- Philosophy, Rhetoric, and the End of Knowledge: A New Beginning for Science and Technology Studies (1993)
- Science (1997)
- Ency Science Technol and Society (1999)
- Thomas Kuhn: A Philosophical History for Our Times (2000)
- The Governance of Science(2000)
- Knowledge Management Foundations (2002)
- Kuhn vs. Popper (2003)
- The Intellectual (2005)
- The New Sociological Imagination (2006)
- The Philosophy of Science and Technology Studies (2006)
- Science vs. religion? (2007)
- The Knowledge Book: Key Concepts in Philosophy, Science and Culture (2007)
- New Frontiers in Science and Technology Studies (2007)
- Dissent over descent (2008)
- The Sociology of Intellectual Life: The Career of the Mind in and Around Academy (2009)
- Humanity 2.0: What it Means to be Human Past, Present and Future (2011)
- Preparing for Life in Humanity 2.0 (2012)
- Media and the Power of Knowledge (2012)
- The Proactionary Imperative: A Foundation for Transhumanism (2014)
- Knowledge: The Philosophical Quest in History (2015)
- The Academic Caesar: University Leadership is Hard (2016)
- Post-truth: Knowledge as a Power Game (2018)
- Nietzschean Meditations: Untimely Thoughts at the Dawn of the Transhuman Era (2019)
- A Player's Guide to the Post-Truth Condition: The Name of the Game (2020)